# SN 1966I
SN 1966I – supernowa odkryta 16 września 1966 roku w galaktyce PGC 2065. W momencie odkrycia miała maksymalną jasność 15,50m.